# 临江鸭绿江大桥
临江鸭绿江大桥是一座横跨鸭绿江的桥梁，连接中国吉林省临江市和朝鲜慈江道中江郡。设有临江边防哨站。桥的下游是云峰大坝。桥长600余米，宽10余米，高20米

## 历史
1950年8月份，美军就出动几十架飞机，轰炸临江火车站及临江鸭绿江大桥，炸毁了了临江鸭绿江大桥朝鲜一侧。1950年8月27日上午，4架美国飞机轰炸临江火车站，炸毁了928号货物列车。
朝鲜战争期间，它是中国人民志愿军进入朝鲜的渡河地点。
1955年5月，中朝双方修复该桥。

## 关连项目
- 中朝友谊桥和中朝鸭绿江界河公路大桥（丹东）
- 集安鸭绿江国境铁路大桥
- 长惠国际大桥
- 图们国境大桥 (图们市)
- 图们江大桥 (珲春)